# Eumannia castiliaria
Eumannia castiliaria là một loài bướm đêm trong họ Geometridae.